# Volta a Catalunya de 1968
La Volta a Catalunya de 1968 va ser 48a edició de la Volta Ciclista a Catalunya. Es disputà en 8 etapes del 8 al 15 de setembre de 1968 amb un total de 1438,0 km. El vencedor final fou el blega Eddy Merckx de l'equip Faema per davant de Felice Gimondi i Giancarlo Ferretti, tots dos del Salvarani.
La sisena etapa estava dividida en dos sectors. El segon sector de la sisena etapa, amb final a Roses, era un contrarellotge.
Gran victòria de Eddy Merckx en un any en què també va guanyar el Giro d'Itàlia i la París-Roubaix, entre altres curses.

## Etapes
| Etapa | Data           | Ciutats d'etapa                    | km    | Vencedor de l'etapa | Líder de la general |
| ----- | -------------- | ---------------------------------- | ----- | ------------------- | ------------------- |
| 1a    | 8 de setembre  | Tona – Vilafortuny (Cambrils)      | 187,0 | Guido Reybrouck     | Guido Reybrouck     |
| 2a    | 9 de setembre  | Vilafortuny (Cambrils) – Tàrrega   | 208,0 | Eddy Merckx         | Eddy Merckx         |
| 3a    | 10 de setembre | Tàrrega – Viella                   | 208,0 | Domingo Perurena    | Giancarlo Ferretti  |
| 4a    | 11 de setembre | València d'Àneu - Tremp            | 82,0  | Dino Zandegù        | Giancarlo Ferretti  |
| 5a    | 12 de setembre | Tremp - Vic                        | 210,0 | Gabino Ereñozaga    | Felice Gimondi      |
| 6a A  | 13 de setembre | Vic - Figueres                     | 152,0 | Roger Swerts        | Felice Gimondi      |
| 6a B  | 13 de setembre | Figueres – Roses (CRI)             | 45,0  | Eddy Merckx         | Eddy Merckx         |
| 7a    | 14 de setembre | Roses - Caldes d'Estrac            | 177,0 | Francisco Gabica    | Eddy Merckx         |
| 8a    | 15 de setembre | Sant Vicenç de Montalt - Barcelona | 169,0 | Ramón Mendiburu     | Eddy Merckx         |

### 1a etapa[1]
08-09-1968: Tona – Vilafortuny (Cambrils), 187,0:
|   | Ciclista        | Equip                    | Temps      |
| - | --------------- | ------------------------ | ---------- |
| 1 | Guido Reybrouck | Salvarani                | 4h 43' 23" |
| 2 | Edward Sels     | Bic                      | m. t.      |
| 3 | José Samyn      | Pelforth-Sauvage-Lejeune | m. t.      |

|   | Ciclista        | Equip                    | Temps      |
| - | --------------- | ------------------------ | ---------- |
| 1 | Guido Reybrouck | Faema                    | 4h 43' 23" |
| 2 | Edward Sels     | Bic                      | m. t.      |
| 3 | José Samyn      | Pelforth-Sauvage-Lejeune | m. t.      |

### 2a etapa[2]
09-09-1968: Vilafortuny (Cambrils) – Tàrrega, 208,0 km.:
|   | Ciclista           | Equip     | Temps      |
| - | ------------------ | --------- | ---------- |
| 1 | Eddy Merckx        | Faema     | 5h 09' 15" |
| 2 | Felice Gimondi     | Salvarani | m. t.      |
| 3 | Giancarlo Ferretti | Salvarani | + 01"      |

|   | Ciclista           | Equip     | Temps      |
| - | ------------------ | --------- | ---------- |
| 1 | Eddy Merckx        | Faema     | 9h 52' 28" |
| 2 | Felice Gimondi     | Salvarani | m. t.      |
| 3 | Giancarlo Ferretti | Salvarani | + 01"      |

### 3a etapa[3]
10-09-1968: Tàrrega – Viella, 208,0 km.:
|   | Ciclista           | Equip     | Temps      |
| - | ------------------ | --------- | ---------- |
| 1 | Domingo Perurena   | Fagor     | 6h 33' 03" |
| 2 | Dino Zandegù       | Salvarani | m. t.      |
| 3 | Giancarlo Ferretti | Salvarani | + 15"      |

|   | Ciclista           | Equip     | Temps       |
| - | ------------------ | --------- | ----------- |
| 1 | Giancarlo Ferretti | Salvarani | 16h 25' 47" |
| 2 | Felice Gimondi     | Salvarani | + 03"       |
| 3 | Eddy Merckx        | Faema     | + 06"       |

### 4a etapa[4]
11-09-1968: València d'Àneu - Tremp, 82,0 km.:
|   | Ciclista     | Equip     | Temps      |
| - | ------------ | --------- | ---------- |
| 1 | Dino Zandegù | Salvarani | 1h 57' 57" |
| 2 | Eddy Merckx  | Faema     | m. t.      |
| 3 | Edward Sels  | Bic       | m. t.      |

|   | Ciclista           | Equip     | Temps       |
| - | ------------------ | --------- | ----------- |
| 1 | Giancarlo Ferretti | Salvarani | 18h 23' 47" |
| 2 | Eddy Merckx        | Faema     | + 03"       |
| 3 | Felice Gimondi     | Salvarani | m. t.       |

### 5a etapa[5]
12-09-1968: Tremp - Vic, 210,0 km. :
|   | Ciclista               | Equip  | Temps      |
| - | ---------------------- | ------ | ---------- |
| 1 | Gabino Ereñozaga       | Ferrys | 5h 32' 02" |
| 2 | Ramón Mendiburu        | Fagor  | + 56"      |
| 3 | Martin Van Den Bossche | Faema  | m. t.      |

|   | Ciclista           | Equip     | Temps       |
| - | ------------------ | --------- | ----------- |
| 1 | Felice Gimondi     | Salvarani | 23h 57' 24" |
| 2 | Giancarlo Ferretti | Salvarani | + 02"       |
| 3 | Eddy Merckx        | Faema     | + 05"       |

### 6a etapa A[6]
13-09-1968: Vic - Figueres, 152,0 km. :
| Resultat de la 6a etapa A \| \| Ciclista \| Equip \| Temps \| \| - \| -------------------- \| ----- \| ---------- \| \| 1 \| Roger Swerts \| Faema \| 3h 34' 16" \| \| 2 \| Domingo Perurena \| Fagor \| + 03" \| \| 3 \| José Ramón Goyeneche \| Karpy \| m. t. \| |                      |       |            |
| | Ciclista             | Equip | Temps      |
| 1 | Roger Swerts         | Faema | 3h 34' 16" |
| 2 | Domingo Perurena     | Fagor | + 03"      |
| 3 | José Ramón Goyeneche | Karpy | m. t.      |

### 6a etapa B[6]
13-09-1968: Figueres – Roses, 45,0 km. (CRI):
|   | Ciclista           | Equip     | Temps    |
| - | ------------------ | --------- | -------- |
| 1 | Eddy Merckx        | Faema     | 58' 48"  |
| 2 | Felice Gimondi     | Salvarani | + 38"    |
| 3 | Giancarlo Ferretti | Salvarani | + 3' 54" |

|   | Ciclista           | Equip     | Temps       |
| - | ------------------ | --------- | ----------- |
| 1 | Eddy Merckx        | Faema     | 28h 30' 36" |
| 2 | Felice Gimondi     | Salvarani | + 33"       |
| 3 | Giancarlo Ferretti | Salvarani | + 3' 51"    |

### 7a etapa[7]
14-09-1968: Roses - Caldes d'Estrac, 177,0:
|   | Ciclista         | Equip                    | Temps      |
| - | ---------------- | ------------------------ | ---------- |
| 1 | Francisco Gabica | Fagor                    | 4h 43' 25" |
| 2 | Roger Swerts     | Faema                    | + 1' 55"   |
| 3 | José Catieu      | Pelforth-Sauvage-Lejeune | m. t.      |

|   | Ciclista           | Equip     | Temps       |
| - | ------------------ | --------- | ----------- |
| 1 | Eddy Merckx        | Faema     | 33h 17' 08" |
| 2 | Felice Gimondi     | Salvarani | + 33"       |
| 3 | Giancarlo Ferretti | Salvarani | + 3' 51"    |

### 8a etapa[8]
15-09-1968: Sant Vicenç de Montalt - Barcelona, 169,0 km.:
|   | Ciclista        | Equip    | Temps      |
| - | --------------- | -------- | ---------- |
| 1 | Ramón Mendiburu | Fagor    | 4h 35' 49" |
| 2 | Manuel Mesa     | Karpy    | m. t.      |
| 3 | Jesús Aranzábal | Promeses | m. t.      |

|   | Ciclista           | Equip     | Temps       |
| - | ------------------ | --------- | ----------- |
| 1 | Eddy Merckx        | Faema     | 37h 57' 23" |
| 2 | Felice Gimondi     | Salvarani | + 33"       |
| 3 | Giancarlo Ferretti | Salvarani | + 3' 51"    |

## Classificació General
|    | Ciclista           | Equip     | Temps       |
| -- | ------------------ | --------- | ----------- |
| 1  | Eddy Merckx        | Faema     | 37h 57' 23" |
| 2  | Felice Gimondi     | Salvarani | + 33"       |
| 3  | Giancarlo Ferretti | Salvarani | + 3' 51"    |
| 4  | Luis Ocaña         | Fagor     | + 4' 19"    |
| 5  | Domingo Perurena   | Fagor     | + 6' 07"    |
| 6  | Manuel Galera      | Fagor     | + 6' 16"    |
| 7  | Joaquín Galera     | Fagor     | + 6' 31"    |
| 8  | Eduard Castelló    | Ferrys    | + 6' 54"    |
| 9  | Ángel Ibáñez       | Ferrys    | + 7' 29"    |
| 10 | Lino Carletto      | Salvarani | + 7' 30"    |

## Classificacions secundàries
|   | Ciclista       | Equip     | Punts    |
| - | -------------- | --------- | -------- |
| 1 | Joaquín Galera | Fagor     | 38 punts |
| 2 | Manuel Galera  | Fagor     | 28 punts |
| 3 | Felice Gimondi | Salvarani | 22 punts |

|   | Ciclista         | Equip  | Punts    |
| - | ---------------- | ------ | -------- |
| 1 | Jordi Mariné     | Fagor  | 17 punts |
| 2 | Domingo Perurena | Fagor  | 12 punts |
| 3 | Gabino Ereñozaga | Ferrys | 7 punts  |

|   | Ciclista         | Equip     | Punts      |
| - | ---------------- | --------- | ---------- |
| 1 | Domingo Perurena | Fagor     | 35,0 punts |
| 2 | Dino Zandegù     | Salvarani | 34,5 punts |
| 3 | Eddy Merckx      | Faema     | 29,0 punts |

|   | Equip     | Nacionalitat | Temps        |
| - | --------- | ------------ | ------------ |
| 1 | Fagor     | Espanya      | 152h 12' 45" |
| 2 | Salvarani | Itàlia       | + 1' 36"     |
| 3 | Faema     | Itàlia       | + 5' 15"     |